# Ramman (festival)
Ramman est un  festival du théâtre religieux, c'est un rituel de la région Garhwal en Inde. C'est une manifestation de la communauté hindoue qui séjourne dans le village de Saloor Dungra de la vallée de Painkhanda du District de Chamoli en Uttarakhand, (Inde).
Le festival et la forme d'art éponyme sont offerts en offrande à la divinité du village, Bhumiyal Devta, dans la cour du temple du village. Le Ramman est unique au village et n'est ni reproduit ni joué ailleurs dans la région de l'Himalaya

## La divinité
La divinité gardienne de Saloor Dungra est Bhumichetrapal, également connue sous le nom de Bhumiyal Devta. Le festival est tenu en son honneur chaque année après Baisakhi, un festival des récoltes qui marque aussi le début du Nouvel an solaire hindou. Le jour de Baisakhi, dans le calendrier luni-solaire, le prêtre du village annonce la date du festival Ramman qui a lieu le neuvième ou le onzième jour après Baisakhi
Le Bhumiyal Devta sort en procession au temple le jour de Baisakhi. Le deuxième jour, les gens offrent des «hariyali» (plantes d'orge germées) à la divinité qui, à son tour, promet la prospérité à tous, y compris le rendement agricole et les produits forestiers. Chaque jour du festival, le Devta prend une partie du village. Le festival dure dix jours pendant lesquels l'épopée locale de Ramae Ramayana est chanté et des danses masquées représentant différents aspects de la vie se déroulent dans la cour du temple de Bhumiyal Devta.

## Participation de la communauté
Les villageois de Saloor-Dungra sont les héritiers, les organisateurs et les mécènes du festival Ramman. Tous les ménages, indépendamment de la caste et de la communauté, offrent des prières et accomplissent des rituels aux principales divinités du Ramman. Les rôles des différentes castes dans le festival sont cependant bien établis. Les jeunes talentueux et les aînés sélectionnés par les chefs de village sont les artistes de Ramman. Les prêtres Brahmanes mènent les rituels et préparent et servent Prasād à la divinité. Baaris est chargé de l'organisation et de la collecte des fonds tandis que les Dhaaris sont un groupe qui aide les baaris dans l'organisation de l'événement. Les baaris et dhaaris sont assignés leurs fonctions par les panchas Gram. Ce sont également ces panchas qui choisissent la résidence du Bhumiyal Devta jusqu'au prochain festival Ramman. La famille où réside dieu tutélaire Bhumiyal Devta, pour l'année doit maintenir une routine quotidienne stricte et une place dans la maison est délimitée et consacrée pour la divinité. Le Jagar est chanté par les Jagaris ou la tribu "Bhalla" de la caste Rajput qui sont des bardes professionnels. Le jeu de la batterie est au centre des festivités et ceci est fait par les batteurs de la communauté la plus basse des Castes en Inde Das, qui voient leur statut relevé durant la représentation. Le festival se termine par une fête où la Prasād de la divinité est distribuée comme un sacrement.

## Une tradition menacée et unique
Ramman combine le sacré et le social, le rituel avec des festivités et exprime l'histoire, la foi, le mode de vie, les peurs et les espoirs des villageois de Saloor Dungra à travers un maillage de formes artisanales orales, littéraires, visuelles, cinétiques et traditionnelles. C'est une affaire annuelle que les enfants apprennent en regardant. Les diverses compétences qu'elle implique en termes de danse, de chant et de tambour sont transmises oralement dans les communautés héréditaires. L'assaut de la mondialisation et de la technologie et le manque de compensation financière ou artistique ont eu un impact négatif sur les performances rituelles et traditionnelles du Ramman. En étant périphérique aux formes d'art dominantes, la conscience du Ramman au-delà de ses frontières immédiates est petite et elle risque de s'éteindre à temps .
En 2009, l'UNESCO a inscrit Ramman sur sa liste représentative du patrimoine culturel immatériel de l'humanité 